# Martie 2005
Acest articol este generat integral pe baza informațiilor din articolul 2005 și este actualizat periodic de un robot.
 Editările făcute în articol vor fi șterse la următoarea actualizare! Dacă doriți să faceți modificări, editați articolul-sursă.

ianuarie -
februarie -
martie -
aprilie -
mai -
iunie -
iulie -
august -
septembrie -
octombrie -
noiembrie -
decembrie
Martie 2005 a fost a treia lună a anului și a început într-o zi de marți.

## Evenimente

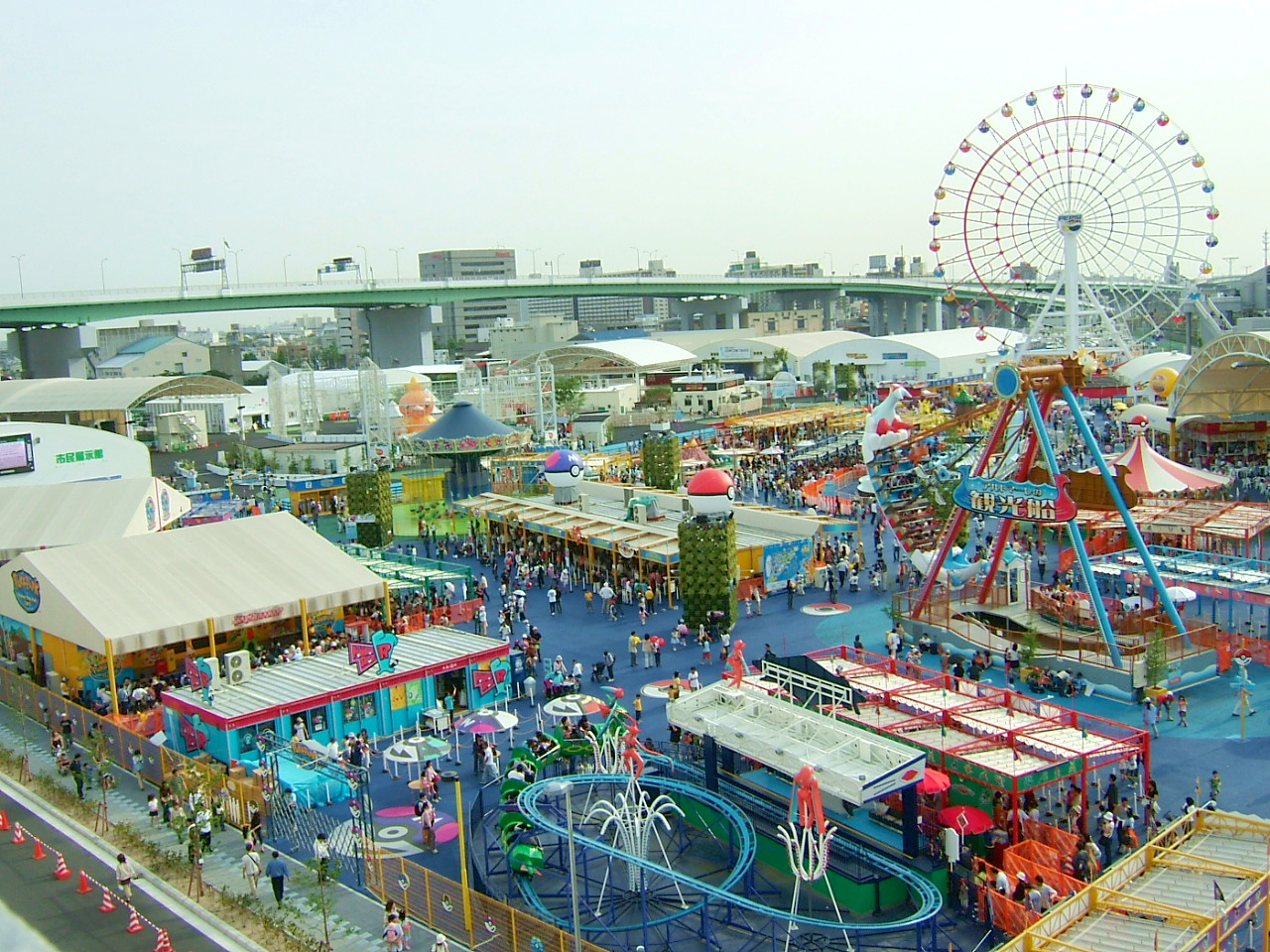
25 martie: Se deschide Expo Aichi, prima expoziție mondială a secolului XXI, având ca temă Înțelepciunea naturii.

- 1 martie: Începe popularizarea „leului greu”. Începând cu această zi toate prețurile vor fi afișate în ambele monede – leul vechi și leul nou – pentru ca populația să se obișnuiască, vizual, fără zerouri.
- 6 martie: Alegeri parlamentare în R. Moldova câștigate de Partidul Comuniștilor (PCRM).
- 9-10 martie: Are loc vizita președintelui Traian Băsescu în Statele Unite. Președintele american George W. Bush îl primește pe Traian Băsescu la Casa Albă, unde cei doi poartă discuții legate de lupta împotriva corupției din administrația românească, de configurația strategică a zonei Mării Negre, de situația din Moldova, precum și de relațiile româno-americane, inclusiv situația privind ridicarea vizelor.[1]
- 10 martie: Cantărețul american Michael Jackson a întârziat 90 de minute la procesul în care  a fost acuzat de abuz sexual asupra unui minor și și-a făcut apariția în pijama.
- 24 martie: Președintele Kârgâzstanului, Askar Akayev, este răsturnat de la putere în urma unor demonstrații anti-guvernamentale de masă și fuge de țară.
- 25 martie: Se deschide Expo Aichi 2005, prima expoziție mondială a secolului XXI, având ca temă Înțelepciunea naturii (Japonia, Aichi).
- 28 martie: Un puternic seism, produs în largul insulei indoneziene Sumatra și având o magnitudine de 8,7 grade Richter, a provocat moartea a zeci de persoane și importante pagube materiale în insula Nias, la sud de Sumatra.
- 29 martie: Trei ziariști români au fost răpiți în Irak, reporterul Marie-Jeanne Ion și cameramanul Sorin Dumitru Mișcoci, de la Prima TV, și reporterul Ovidiu Ohanesian, de la cotidianul România Liberă.
- 29 martie: Echipa feminină de tenis de masă a României a câștigat pentru a treia oară titlul european.
- 30 martie: La televiziunea Al Jazeera a apărut o înregistrare cu cei trei români răpiți în Irak.
- 31 martie: Purtătorul de cuvânt al Vaticanului anunță că Papa Ioan Paul al II-lea este într-o stare critică și că sănătatea sa cunoaște o degradare rapidă.

## Decese
- 1 martie: Eugenia Miulescu, 66 ani, poetă română (n. 1938)
- 3 martie: Rinus Michels (n. Marinus Jacobus Hendricus Michels), 77 ani, fotbalist (atacant) și antrenor olandez (n. 1928)
- 4 martie: Nistor Bădiceanu, 76 ani, senator român (1992-1996), (n. 1928)
- 4 martie: Mihai Brediceanu, 84 ani, compozitor român (n. 1920)
- 4 martie: Filip Moisei, 76 ani, deputat român (1990-1992), (n. 1928)
- 5 martie: Ion Bas, 71 ani, interpret de muzică populară și de estradă din R. Moldova (n. 1933)
- 5 martie: Sergiu Comissiona, 76 ani, dirijor român de etnie evreiască (n. 1928)
- 6 martie: Hans Albrecht Bethe, 98 ani, fizician american de origine germană (n. 1906)
- 6 martie: Teresa Wright, 86 ani, actriță americană de film (n. 1918)
- 11 martie: Mircea Dumitrescu, 78 ani, scriitor român (n. 1926)
- 14 martie: Abele Conigli (n. San Vito di Spilamberto), 92 ani, episcop italian (n. 1913)
- 14 martie: Akira Yoshizawa, 94 ani, origamist japonez, considerat Maestru de origami (n. 1911)
- 15 martie: Ștefan Dorobanțu, 85 ani, medic chirurg român (n. 1920)
- 15 martie: Loe de Jong, 90 ani, jurnalist și istoric neerlandez (n. 1914)
- 16 martie: Sergiu Cunescu, 82 ani, politician român (n. 1923)
- 17 martie: Gary Bertini, 77 ani, dirijor și compozitor israelian (n. 1927)
- 17 martie: George Frost Kennan, 101 ani, istoric american (n. 1904)
- 17 martie: Adrian Marino, 83 ani, critic literar român (n. 1921)
- 17 martie: Andre Alice Norton, 93 ani, scriitoare americană (n. 1912)
- 18 martie: R. Dale Reed, 75 ani, inginer aerospațial american (n. 1930)
- 18 martie: Maria Baroness Rosseels, 88 ani, scriitoare belgiană (n. 1916)
- 19 martie: John DeLorean, 80 ani, inginer și inventator american (n. 1925)
- 19 martie: Ioan Jebelean, 61 ani, profesor de matematică, director al Liceului Teoretic din Sânnicolau-Mare, județul Timiș (n. 1943)
- 19 martie: Gheorghe Lăpădeanu, 75 ani, politician român (n. 1929)
- 23 martie: Mișicu Mircea, 79 ani, om de știință român (n. 1926)
- 24 martie: Vasile Spătărelu, 66 ani, compozitor român (n. 1938)
- 26 martie: James Callaghan, 92 ani, prim-ministru al Marii Britanii (1976-1979), (n. 1912)
- 26 martie: Tiberiu Gheza, 51 ani, violonist virtuoz de muzică populară din Transilvania (n. 1954)